# Cristianismo e orientação sexual
As denominações cristãs têm uma variedade de crenças sobre orientação sexual, incluindo crenças sobre práticas sexuais entre pessoas do mesmo sexo e assexualidade. As denominações diferem na maneira como tratam lésbicas, bissexuais e gays; de forma diversa, essas pessoas podem ser impedidas de ser membros, aceitas como leigas ou ordenadas como clérigos, dependendo da denominação. Como a assexualidade é relativamente nova no discurso público, poucas denominações cristãs a discutem. Assexualidade pode ser considerada a falta de orientação sexual, ou uma das quatro variações disso, ao lado da heterossexualidade, homossexualidade e bissexualidade.

## Visão geral
As denominações cristãs têm uma variedade de pontos de vista sobre questões relacionadas a orientação sexual e homossexualidade, que vão desde a condenação definitiva à aceitação completa. De acordo com os valores tradicionais das religiões abraâmicas, a maioria das denominações cristãs acolhem as pessoas atraídas pelo mesmo sexo, mas ensinam que as relações e atos sexuais homossexuais são pecaminosos. Estas denominações incluem a Igreja Católica Romana, as Igrejas Ortodoxas Orientais, as igrejas metodista, e algumas outras denominações protestantes Muitas igrejas pentecostais como a Assembléia de Deus, bem como igrejas restauracionistas, como as Testemunhas de Jeová e os Mórmons, também assumem a posição de que a atividade sexual homossexual é algo imoral.
Outras denominações cristãs não consideram relações homossexuais monogâmicas como pecaminosas e imorais. Estas incluem a Igreja Unida do Canadá e a Igreja Unida de Cristo. Em particular, a Igreja da Comunidade Metropolitana foi fundada especificamente para servir a comunidade LGBT cristã. Na Europa, também há muitas igrejas cristãs que não consideram relacionamentos do mesmo sexo monogâmicos como pecaminosos ou imorais. Estas incluem todos os alemães luteranos, igrejas unidas e reformadas na Igreja Evangélica na Alemanha, todas as igrejas reformadas suíças na Igreja Reformada Suíça, a Igreja Protestante da Holanda, a Igreja Nacional Dinamarquesa, a Igreja da Suécia, a Igreja da Islândia, a Igreja Evangélica Espanhola e a Igreja da Noruega. A Igreja da Finlândia também permite oração para casais do mesmo sexo.
Algumas denominações da mesma escola de pensamento cristão mantém posições opostas sobre o tema. Várias partes da Igreja Luterana mantém posições divergentes sobre a questão, com opiniões que vão desde que atos homossexuais são pecados à aceitação das relações homossexuais. Por exemplo, a Igreja Luterana - Sínodo de Missouri e a Igreja Luterana da Austrália reconhecem a conduta homossexual como intrinsecamente pecaminosa e procuram ministrar para aqueles que estão lutando contra inclinações homossexuais. No entanto, o Igreja da Suécia realiza casamentos do mesmo sexo, enquanto a Igreja Evangélica Luterana na América abre o ministério da igreja para pastores gays e lésbicas e outros trabalhadores profissionais que vivem em um relacionamento afetivo. A Sociedade Religiosa dos Amigos (Quakers) é também muito parecida com o luteranismo em relação à homossexualidade. Por exemplo, a Amigos Unidos e a Reunião Evangélica Internacional dos Amigos acreditam que as relações sexuais são toleradas apenas no casamento, que eles definem como sendo entre um homem e uma mulher. No entanto, a Conferência Geral dos Amigos e os Amigos na Grã-Bretanha aprovam o casamento homossexual. A maior parte da Comunhão Anglicana não aprova a atividade homossexual, com algumas exceções, tais como a Igreja Episcopal dos Estados Unidos, que está enfrentando uma possível exclusão de organismos internacionais anglicanos sobre a questão, e a Igreja Episcopal Anglicana do Brasil. Em 2023, Bispos da Igreja da Inglaterra se reuniram para discutir se aprovariam o casamento homoafetivo oficialmente, mas optaram por um meio termo na questão, enquanto permaneceram com a posição tradicional a respeito do sacramento matrimonial (isto sendo, apenas casamentos heterossexuais), também declararam que sacerdotes da instituição deveriam conceder aos homossexuais em casamento civil orações de bençãos, graças e dedicatórias por seus relacionamentos, ao mesmo tempo que homossexuais não deveriam ser discriminados por seus relacionamentos dentro da igreja.
A maioria das denominações pentecostais se opõem fortemente ao comportamento homossexual,[carece de fontes?] mas há um crescente número de denominações e igrejas independentes que aceitam totalmente a homossexualidade e, inclusive, realizam casamentos homossexuais.[carece de fontes?]
Além disso, algumas denominações cristãs, como a Igreja Moraviana, acreditam que a Bíblia menciona atos homossexuais de forma negativa, embora ainda esteja a trabalhar na criação de políticas para a questão da ordenação e da homossexualidade, mantendo uma pesquisa sobre o assunto.

## Crenças e mitologia

### Bíblia

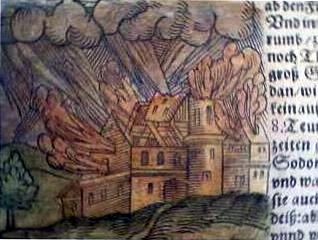
A destruição de Sodoma ilustrada por Sebastian Münster (1564)

Seguindo o exemplo do estudioso de Yale John Boswell, foi argumentado que vários dos primeiros cristãos (como os santos Sérgio e Baco) iniciaram relações homossexuais e que certas figuras bíblicas tinham relações homossexuais, apesar das injunções bíblicas contra as relações sexuais entre membros do mesmo sexo. Os exemplos citados são Rute e sua sogra Noemi, Daniel e o oficial da corte Aspenaz e, mais notoriamente, Davi e Jônatas, filho do rei Saul.
A história de Davi e Jônatas foi descrita como "a justificativa bíblica judaico-cristã mais influente do amor homoerótico". O relacionamento entre Davi e Jônatas é abordado principalmente no Primeiro Livro de Samuel, do Velho Testamento, como parte da história da ascensão de Davi ao poder. A visão dominante encontrada na exegese bíblica moderna argumenta que a relação entre os dois é meramente uma amizade platônica próxima. No entanto, alguns interpretaram o amor entre Davi e Jônatas como romântico ou sexual. Embora David fosse casado (com muitas mulheres), ele articula uma distinção entre seu relacionamento com Jônatas e os laços que ele compartilha com as mulheres.
Outro herói bíblico, Noé, mais conhecido por construir uma arca para salvar animais e pessoas dignas de um dilúvio divinamente causado, mais tarde se tornou um vinicultor. Um dia ele bebeu muito vinho e adormeceu nu em sua tenda. Quando seu filho Cam entrou na tenda, ele viu seu pai nu, e seu filho, Canaã, foi amaldiçoado com o banimento e possivelmente a escravidão. Na tradição judaica, também é sugerido que Ham fez sexo anal com Noé ou o castrou.

### Santos

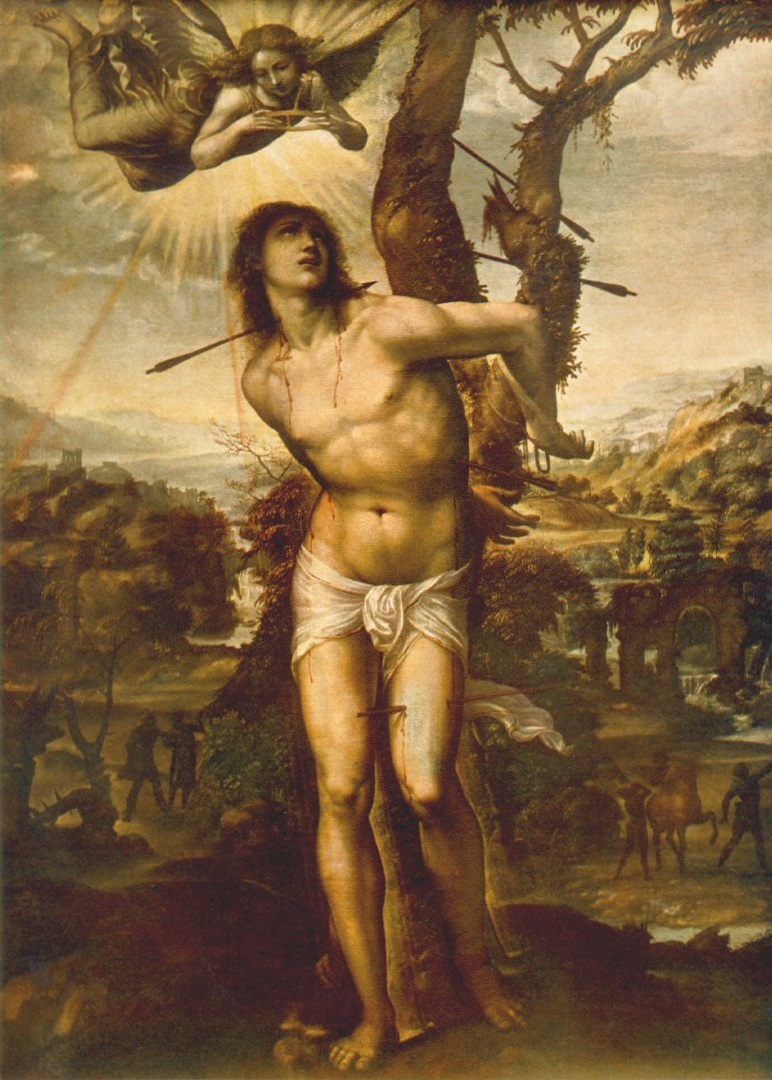
São Sebastião, considerado por alguns o primeiro ícone LGBT do mundo

Embora altamente controversas, tentativas foram feitas para considerar certos santos cristãos como exemplos positivos de homossexualidade na história da Igreja:
- Santos Sérgio e Baco: a relação estreita de Sérgio e Baco levou alguns comentaristas modernos a acreditar que eram amantes. A evidência mais popular para essa visão é que o texto mais antigo de seu martirológio, na língua grega, os descreve como "erastai", ou amantes.[43] O historiador John Boswell considerou o relacionamento deles um exemplo de união homossexual dos primeiros cristãos, refletindo sua visão contestada das atitudes tolerantes dos primeiros cristãos em relação à homossexualidade .[43] A posição oficial da Igreja Ortodoxa Oriental é que a antiga tradição oriental de adelphopoiia, que foi feita para formar uma "irmandade" em nome de Deus, e é tradicionalmente associada a esses dois santos, não tinha implicações sexuais.
- Santos Cosmas e Damião:[44] Uma dificuldade com esta afirmação é que a maioria das hagiografias lista esses santos como irmãos ou gêmeos naturais.[45][46]
- São Sebastião foi considerado o primeiro ícone gay do mundo.[47] A combinação de seu físico forte sem camisa, o simbolismo das flechas penetrando em seu corpo e a expressão de dor arrebatadora em seu rosto intrigou artistas gays e heterossexuais por séculos e deu início ao primeiro culto explicitamente gay no século XIX.[47] Richard A. Kaye escreveu: "Homens gays contemporâneos viram em Sebastian ao mesmo tempo uma propaganda impressionante do desejo homossexual (na verdade, um ideal homoerótico) e um retrato prototípico de uma caixa de armário torturada".[48][49]

### Eunucos
A extensão e até mesmo a existência da castração religiosa entre os cristãos, com membros da igreja primitiva castrando-se para fins religiosos, está sujeita a debate. O primeiro teólogo Orígenes encontrou a justificativa bíblica para a prática em Mateus 19:12–NRSV, onde Jesus diz: "Porque há eunucos que o são desde o nascimento, e há eunucos que foram feitos eunucos por outros, e há eunucos que se tornaram eunucos por amor do reino dos céus. Deixe quem pode aceitar isso. " (NRSV)
Ao descrever Jesus como um spado e Paulo de Tarso como um castratus em seu livro De Monogamia, Tertuliano, um Pai da Igreja do século II, usou palavras latinas que denotavam eunucos para se referir à virgindade e continência.
O significado da seleção do eunuco etíope como sendo o primeiro gentio convertido foi discutido como representativo da inclusão de uma minoria sexual no contexto da época.

## Orientações sexuais específicas
O cristianismo tradicionalmente considera o comportamento homossexual masculino uma prática imoral ou pecaminosa, e a maioria das denominações cristãs (contendo a maioria dos cristãos em todo o mundo) continua a ter essa opinião. 
Alguns movimentos cristãos têm apenas denominações que têm uma visão conservadora, como a Igreja Católica, as igrejas Ortodoxa Oriental, a Igreja de Jesus Cristo Santos dos Últimos Dias e a Igreja Adventista do Sétimo Dia, embora alguns desses movimentos tenham redes de pessoas LGBT.
Alguns movimentos cristãos têm denominações que têm visões liberal ou conservadora, como as Igreja anglicana, Igrejas luteranas, Igreja presbiteriana, Igreja Metodista, Quaker, Igrejas Menonitas, Igrejas Batistas e Igrejas Pentecostais. 
A Igreja da Comunidade Metropolitana foi fundada especificamente para servir a comunidade LGBT cristã. Seu fundador, Troy Perry, foi o primeiro ministro a conduzir um casamento do mesmo sexo em público, além de abrir a primeira ação judicial para o reconhecimento legal de casamentos do mesmo sexo nos Estados Unidos.

### Lesbianidade
As lésbicas enfrentam preconceitos sociais e culturais diferentes dos homens gays. A experiência deles no cristianismo às vezes é diferente da dos gays, embora o lesbianismo também seja tradicionalmente considerado um pecado dentro da religião. No entanto, algumas denominações cristãs contemporâneas, como a Igreja Unida de Cristo e a Igreja da Comunidade Metropolitana, não sustentam essa crença. Eles aceitam paroquianas lésbicas, realizam casamentos do mesmo sexo e ordenam mulheres que estejam em relacionamentos do mesmo sexo.
Em 1982, membros lésbicas do DignityUSA fundaram a Conferência para Lésbicas Católicas com a preocupação de que o DignityUSA fosse muito voltado para os homens.
Em 1986, o Evangelical and Ecumenical Women's Caucus (EEWC) aprovou uma resolução afirmando: "Considerando que os homossexuais são filhos de Deus, e por causa do mandato bíblico de Jesus Cristo, somos todos criados iguais aos olhos de Deus, e em reconhecimento da presença da minoria lésbica em EWCI, EWCI toma uma posição firme a favor da proteção dos direitos civis para pessoas homossexuais."
Uma pesquisa com mulheres lésbicas autoidentificadas encontrou uma "dissonância" entre sua identidade religiosa e sexual. Essa dissonância estava relacionada a ser um cristão evangélico antes de se assumir.

### Bissexualidade
Muito poucas igrejas divulgaram declarações sobre a bissexualidade, e a pesquisa sobre a comunidade cristã bissexual foi afetada pelo fato de que cristãos bissexuais são freqüentemente considerados iguais a cristãos lésbicos e gays. No entanto, em 1972, um grupo Quaker, o Comitê de Amigos da Bissexualidade, emitiu a “Declaração de Ithaca sobre a Bissexualidade” apoiando os bissexuais. A declaração, que pode ter sido "a primeira declaração pública do movimento bissexual" e "foi certamente a primeira declaração sobre a bissexualidade emitido por uma assembléia religiosa americana," apareceu na Quaker Friends Journal e The Advocate, em 1972. Hoje, os quacres têm opiniões variadas sobre as pessoas e direitos LGBT, com alguns grupos quacres mais receptivos do que outros.

### Assexualidade
Assexualidade pode ser considerada a falta de orientação sexual, ou uma das quatro variações disso, ao lado da heterossexualidade, homossexualidade e bissexualidade .
Como a assexualidade é relativamente nova no discurso público, poucas denominações cristãs a discutem e a Bíblia não apresenta claramente uma opinião sobre isso. No entanto, algumas publicações cristãs recentemente fizeram declarações sobre o assunto. Na revista cristã Vision, David Nantais, SJ e Scott Opperman, SJ escreveram em 2002: "Pergunta: Como você chama uma pessoa que é assexuada? Resposta: Não é uma pessoa. Pessoas assexuadas não existem. A sexualidade é um dom de Deus e, portanto, uma parte fundamental da nossa identidade humana. Aqueles que reprimem sua sexualidade não estão vivendo como Deus os criou para ser: plenamente vivos e bem. Como tal, provavelmente são pessoas infelizes com as quais viver. ” Mas, em contraste, Lisa Petriello escreveu o artigo “Por que nós, cristãos, devemos aceitar assexuais”, que foi publicado em 2020 na revista Katy Christian.

### Omnissexualidade e pansexualidade
Pansexualidade e onissexualidade estão intimamente relacionadas. A pansexualidade é atração sexual por pessoas independente de gênero. A onissexualidade é atração sexual por pessoas, de todos as identidades de gênero, consciente de gênero. Porém, assim como tentação nem sempre seja o ato do pecado, assim pode ser interpretada a atração, que não necessariamente implica num comportamento homossexual, pois em Hebreus 4:15 ensina-se que Jesus "[…] foi tentado, mas sem pecado. […]". Logo, assim como um indivíduo, exclusivamente homossexual, pode abster-se das práticas sexuais, um pansexual ou onissexual pode não se relacionar sexualmente com pessoas do mesmo sexo, assim como certas organizações religiosas prescrevem.

## Críticas
Em 2005, o pastor batista americano Al Sharpton criticou as megaigrejas por se concentrarem na "moral do quarto", em declarações contra o casamento entre pessoas do mesmo sexo e aborto, por ignorar questões de justiça social, como a imoralidade da guerra e a erosão da ação afirmativa.
Em 2015, o teólogo americano L. Gregory Jones criticou algumas igrejas cristãs pela sua falta de esforço para interessar os jovens na fé cristã de uma forma significativa, ao mesmo tempo que dedicava muita energia a falar negativamente sobre a homossexualidade, aborrecendo ainda mais os jovens que querem trabalhar com o mundo inteiro.